# Sclerophrys langanoensis
Sclerophrys langanoensis – gatunek afrykańskiego płaza bezogonowego z rodziny ropuchowatych (Bufonidae).

## Taksonomia
Gatunek ten opisali w 1978 roku M.J. Largen, M. Tandy i J. Tandy, nadając mu nazwę Bufo langanoensis. W 2006 roku Frost i inni przenieśli go do rodzaju Amietophrynus. Ohler i Dubois w 2016 roku wykazali, że nazwa Amietophrynus jest młodszym synonimem nazwy Sclerophrys.
Nie można wykluczyć, że takson ten zawiera w sobie dwa gatunki.

## Występowanie
Zwierzę to jest endemitem: znany zasięg występowania obejmuje jedynie dwa stanowiska w Wielkim Rowie w centralnej Etiopii, choć podejrzewa się go też w Somalii i Erytrei.
Bytuje on na wysokości od 700 do 1585 metrów nad poziomem morza. Zasiedla nie zanikające w ciągu roku zbiorniki wodne otoczone suchą sawanną, a nawet półpustynią; spotykano go też w rowach melioracyjnych.

## Rozmnażanie
Rozwój larwalny ma miejsce w stałych jeziorach i stawach.

## Status
Gatunek wydawał się liczny w miejscach swego występowania.
Jedynym obszarem chronionym, jaki zamieszkuje, jest Park Narodowy Auasz.
Główne zagrożenia dla tego gatunku to degradacja środowiska naturalnego i zanieczyszczenie wody spowodowane ekspansją miast, osadnictwa ludzkiego i rolnictwa.